# Timișoara
Timișoara (prononcé en roumain : /ti.mi.ˈʃo̯a.ra/  ;  en allemand : Temeswar, ou anciennement Temeschburg ou Temeschwar ; en hongrois : Temesvár /ˈtɛ.mɛ.ʃvaːr/ , en serbo-croate : Темишвар/Temišvar, en bulgare du Banat Timišvár ; en turc : Temeşvar) est une ville de l'Ouest de la Roumanie, dans la région du Banat, județ de Timiș dont elle est le chef-lieu. Elle comptait 319 279 habitants en 2011.
Réputée dès la deuxième moitié du XVIIIe siècle pour l’esprit mercantiliste de ses habitants puis pour le développement de son industrie, Timișoara est une ville multiculturelle avec des minorités influentes, essentiellement des Allemands (Souabes ou « Schwaben »), des Hongrois, des Serbes, des Roms, des Italiens, des Bulgares, des Croates, des Tchèques et des Slovaques, des Français (plus de 500 résidents en 2023), dont des Lorrains. Elle a bénéficié pendant les dernières décennies du régime communiste du statut de principal point de contact avec « le monde libre », ce qui lui a conféré en outre une plus grande ouverture au reste du monde.
Le territoire municipal couvre 136 km2 (le județ de Timiș comptant 8 697 km2). De type continental, le climat est marqué par une légère influence méditerranéenne qui tempère les rigueurs hivernales.

## Toponymie
Le nom de la ville fait référence à la rivière Timiș dont les eaux arrivaient, dans un passé lointain, depuis les monts Semenic jusqu'à la ville mais ne coule plus aujourd'hui qu'à la proximité. C'est la Bega, canalisée depuis 1728, qui parcourt la localité.
Le toponyme roumain (Timișoara) dérive de la forme hongroise Temesvár, ce dernier signifiant un château (en hongrois : vár) sur la rivière Timiș (en hongrois : Temes).

## Histoire

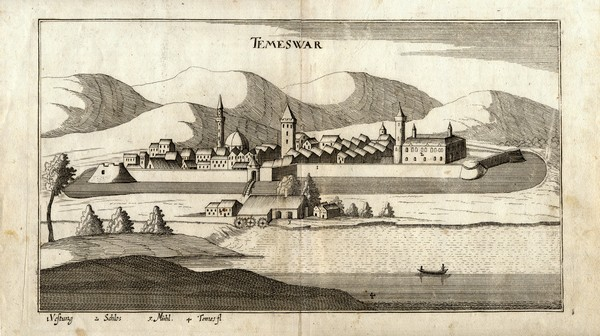
Temeswar, 1685. Dans Wagner, Delineatio Provinciæ Pannoniæ, Augsbourg, 1685.

Timișoara, fondée par des Hongrois, devient une ville importante en Hongrie à partir du Xe siècle, lorsqu'une première forteresse y est construite.
En 1019, Timișoara est mentionnée pour la première fois dans des documents écrits par l'empereur byzantin Basile II (tous les historiens ne s'accordent pas sur cette identification).
Dans les années 1300 sous le règne du roi de Hongrie Charles Robert d'Anjou, Timișoara sert quelque temps de capitale au royaume de Hongrie.
La ville est conquise par les ottomans en 1552 et fut un important bastion militaire turc jusqu'à sa prise  fin 1716 à la suite d'un siège mené par le prince Eugène de Savoie.
Son influence modernisatrice lui vaut rapidement le surnom de « Petite Vienne » (en roumain : Mica Vienă).
La première usine de tabac de la Roumanie d'aujourd'hui a été créée à Timișoara. Ville industrielle et centre administratif, elle devient le 12 novembre 1884 la première ville d'Europe dont les rues sont éclairées à l'électricité[évasif] (731 lampes),,, et l'une des premières villes dotées d'un tramway électrique en 1899 et l'une des premières sur le territoire actuel de la Roumanie à être dotée d'un chemin de fer en 1857, la reliant à Szeged.
Elle fut annexée à la Roumanie en 1918. Comme toute la Roumanie, Timișoara a subi les régimes dictatoriaux carliste, fasciste et communiste de février 1938 à décembre 1989, mais connaît à nouveau la démocratie depuis 1990.

### Insurrection de 1989
Le 16 décembre 1989, une insurrection populaire débute à Timișoara contre le régime communiste de Nicolae Ceaușescu. La ville est ainsi la première à se rebeller contre le pouvoir. Un ordre d'évacuation administrative du pasteur calviniste László Tőkés est donné à la police, surveillé par la police secrète, la Securitate, en réaction duquel sa maison est entourée par des membres de son Église, le 15 décembre.

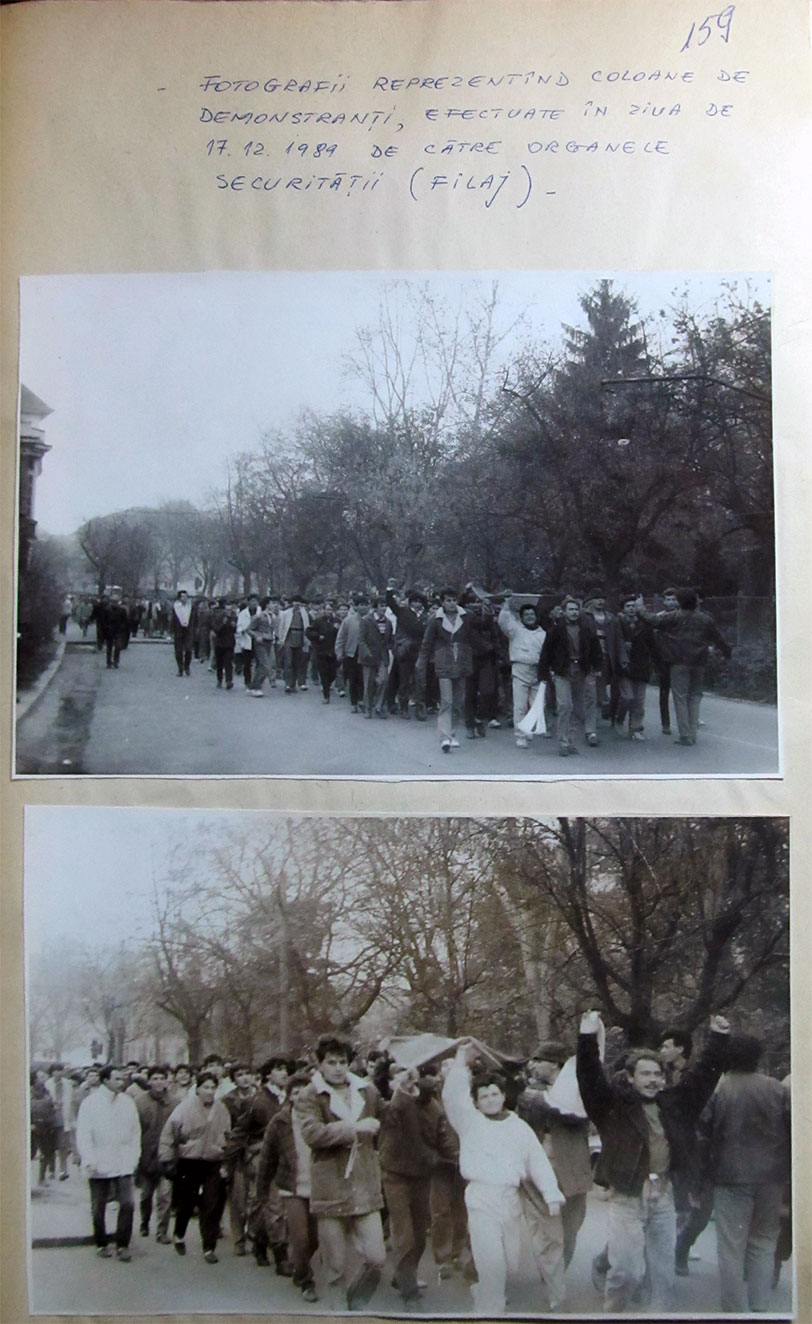
Des manifestants à Timișoara pendant les premiers jours de la révolution roumaine, le 17 décembre 1989.

Le 16 décembre, des centaines de citoyens de toutes les religions et croyances, majoritairement roumaines orthodoxes, décident d'exprimer leur désaccord avec les méthodes du régime communiste. Vers 17 h, les premiers slogans anticommunistes sont lancés : « Jos guvernul! Jos Securitatea! » (« À bas le gouvernement ! À bas la Securitate ! »), et le premier tram est bloqué par les manifestants. Le centre de la ville est entièrement occupé et Piața Maria (place de la Vierge) est bloquée. À 22 h commence l'intervention en force de troupes USLA pour dégager le périmètre autour de la maison paroissiale, en dispersant les manifestants dans les rues voisines. Durant la nuit, les forces spéciales transportent le pasteur et sa famille avec une ambulance et deux camions en direction de Mineu, en Transylvanie. Les forces armées ouvrent le feu sur les manifestants et les agents de Miliţia et Securitate opèrent des centaines d'arrestations. À la suite de la reprise des émeutes, la répression continue le 18 décembre, notamment autour de la cathédrale orthodoxe place Victoria (centre-ville), de la place de la Liberté, et des grands boulevards Calea Girocului, Calea Lipovei et Calea Buziasului, ou bien pont Decebal et place Trajan. Lundi matin, une rumeur se répand dans la ville : environ 40 cadavres déposés dans la nuit de dimanche à la morgue, ont été transportés dans deux camions frigorifiques après avoir été numérotés et photographiés, en quittant la ville avant l'aube. Mardi 19 décembre, des comités dans les grandes entreprises décident l'arrêt complet du travail et des marches de solidarité avec les familles endeuillées et les personnes arrêtées. Les menaces de politiciens déplacés sur place n'ont aucun résultat.
Mercredi 20 décembre, un comité des représentants est invité à présenter au Premier ministre communiste « la liste de doléances » dans l'établissement du conseil régional. Les revendications étant trouvées inacceptables, les représentants, après avoir annoncé l'impasse des négociations au balcon, demandent le regroupement de manifestants en face du palais de la culture (l'Opéra). L'armée reçoit de nouveau l'ordre d'ouvrir le feu sur les insurgés, mais certains officiers refusent d'obtempérer et se rangent du côté des manifestants. L'après-midi, un comité révolutionnaire s'installe à l'Opéra en déclamant du balcon les revendications de la population. Le 20 décembre, après quatre jours d'insurrection, Timișoara est déclarée première « ville libre » de Roumanie. Le Front démocratique roumain (ro) est constitué le soir.
Le 21 décembre une proclamation est lue en répétition par les représentants du Front démocratique roumain, en demandant, entre autres, l'abolition du régime et des élections libres. C'est la fin du régime qui tombe le 22 décembre.

#### Charnier de 1989, une falsification célèbre
Les journalistes rapportèrent qu'il y aurait eu 1 104 tués et 3 352 blessés pendant l'insurrection, en opposition avec le nombre réel de 93 morts à la fin de celle-ci. Les images de cadavres dont l'origine véritable avait été cachée furent abondamment diffusées dans le monde entier. Ce n'est qu'en février 1990 qu'il fut officiellement établi qu'il s'agissait là d'une campagne de désinformation. Le nom de Timișoara est dès lors resté associé aux manipulations dont les médias sont toujours susceptibles d'être à la fois les dupes et les relais. Dès la première diffusion des images aux téléspectateurs il était visible, pour un observateur un tant soit peu attentif, que les corps déterrés portaient de nombreuses cicatrices de plaies recousues trahissant des interventions chirurgicales.

## Économie

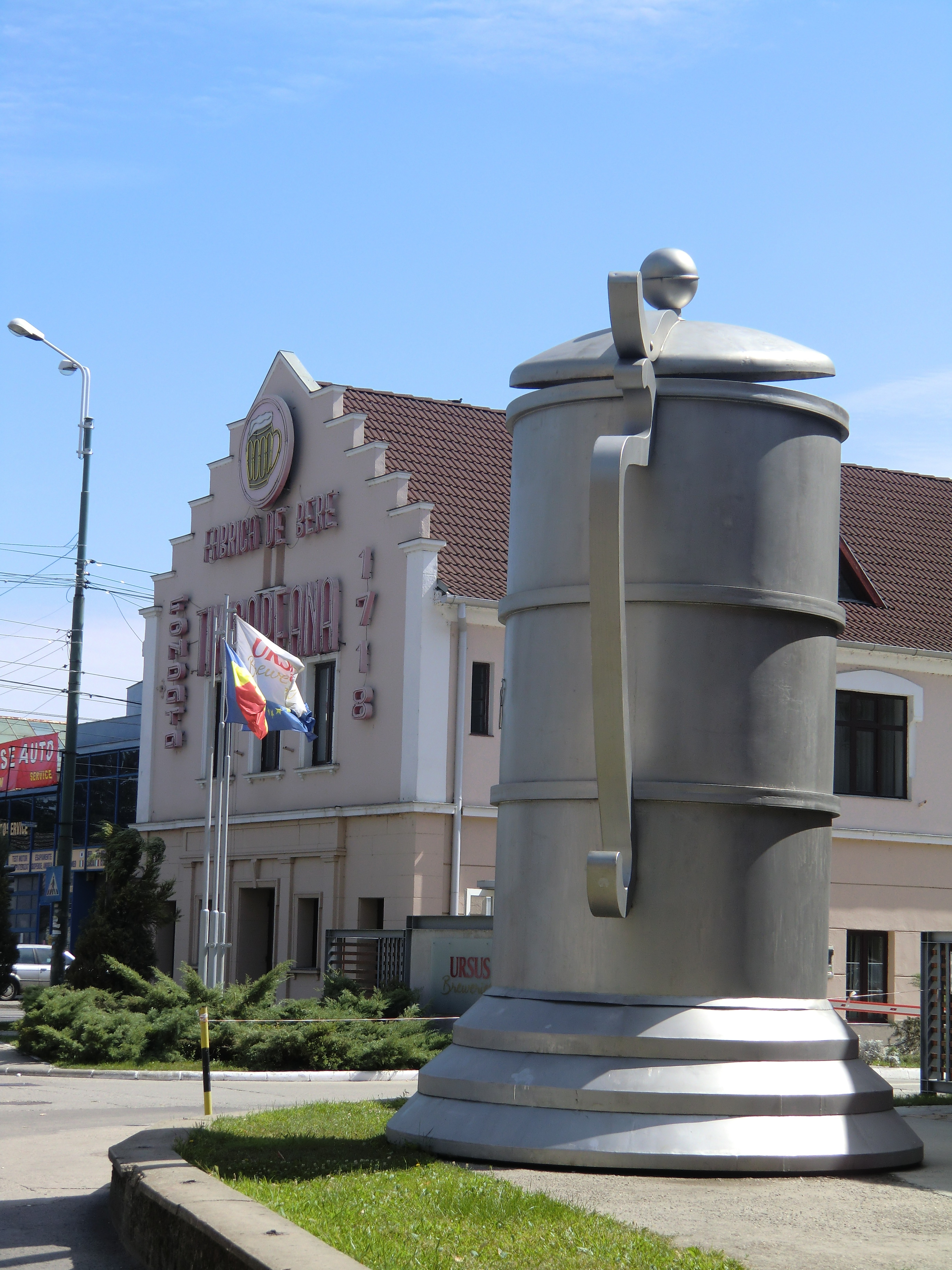
Timișoreana, la première brasserie de Roumanie.

Timișoara est un important centre économique depuis le XVIIIe siècle. En raison de la colonisation autrichienne, la diversité ethnique et religieuse et des lois novatrices ont entraîné un développement rapide de l'économie. En 1718 a été construit à Timișoara la brasserie Timișoreana, la première sur le territoire de ce qui est désormais la Roumanie.
Au cours de la révolution industrielle, de nombreuses innovations modernes ont été introduites. La ville fut la première de l'Empire austro-hongrois à avoir introduit l'éclairage de rue électrique. La rivière Bega a également été canalisée à la même époque devenant le premier canal navigable sur le territoire roumain actuel. De cette façon, Timișoara a noué des contacts avec le reste de l'Europe, et même avec le reste du monde à travers la mer Noire, conduisant au développement local du mercantilisme. À la fin du XIXe siècle, Timișoara est reliée au réseau de chemins de fer.
Timișoara a été la première ville du pays à accueillir des investissements étrangers après 1989, en particulier dans la haute technologie. En termes de niveau de vie, Timișoara occupe le quatrième rang à l'échelle nationale. Dans un article paru fin 2005, le magazine français L'Expansion qualifie Timișoara de vitrine économique de la Roumanie et compare l'augmentation importante du nombre d'investissements étrangers comme une « deuxième révolution »
De nombreux investissements étrangers provenant de pays de l'Union européenne, en particulier de l'Allemagne et de l'Italie ont été réalisés. La ville compte une usine de fabrication de pneumatiques du groupe allemand Continental AG ouverte en 2000. Linde AG produit des gaz techniques, et une partie des moules de câblage pour BMW et Audi sont produits par la société Dräxlmaier. Des entreprises telles que FM Logistic, Nestlé, Procter & Gamble, Cora, L'Oréal, Sanofi Aventis et Groupe Rocher y sont implantés.
Économiquement, la ville a connu un fort essor, avec notamment des implantations d'entreprises allemandes, comme Continental et Dräxlmaier, françaises, comme Valeo ou encore Alcatel (l'un des premiers employeurs locaux, avec plus de 800 cadres, informaticiens en particulier).
En 2018, le plus grand complexe commercial et de bureaux du pays, Iulius Town, a été inauguré.

## Politique

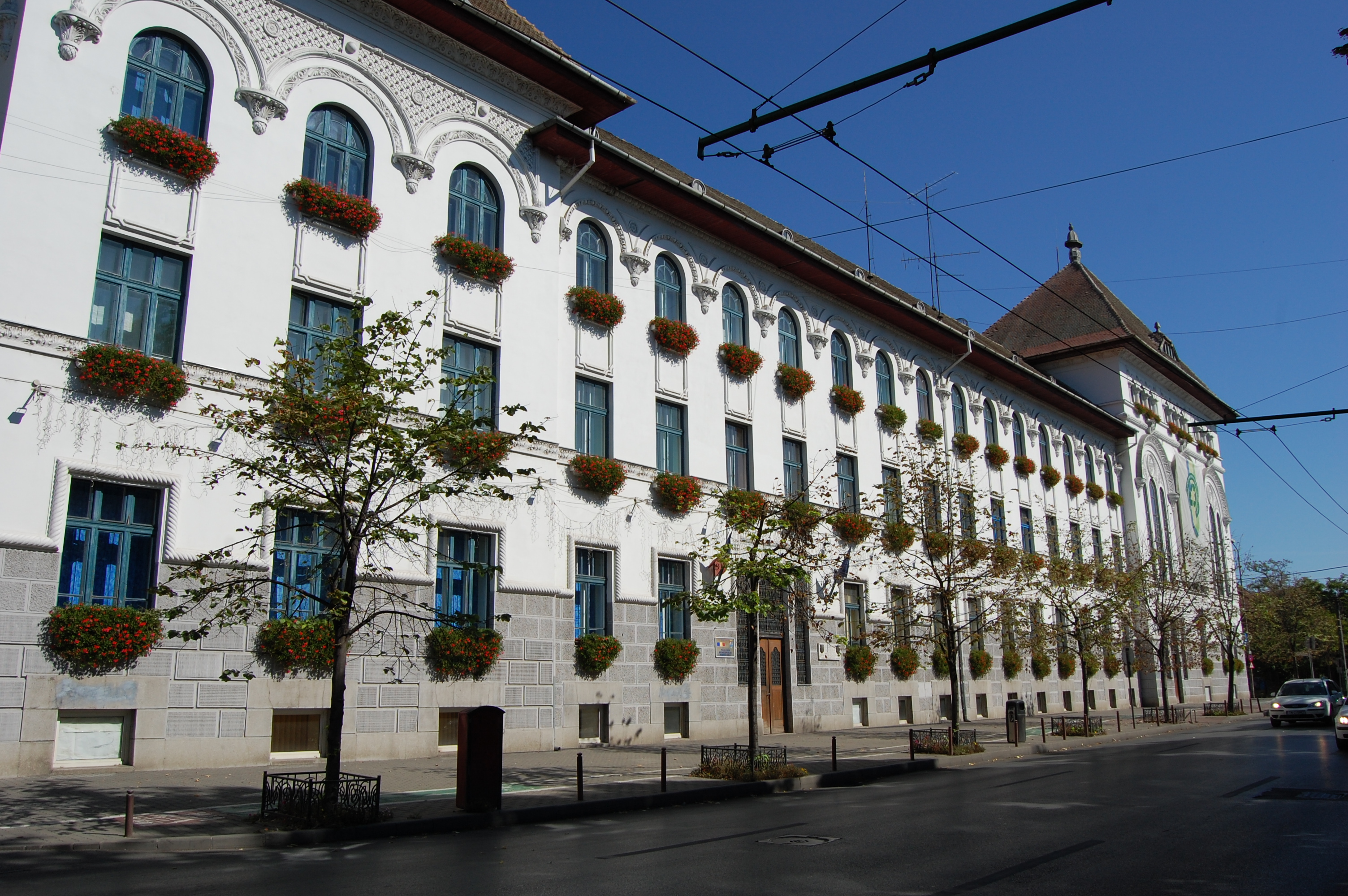
L'hôtel de ville.

Timișoara est une ville ancrée à droite, qui la gouverne sans discontinuer depuis 1992, date des premières élections libres. Depuis 2020, le maire est Dominic Fritz.
| Nom               | Parti | Parti | Début du mandat | Fin du mandat |
| ----------------- | ----- | ----- | --------------- | ------------- |
| Liviu Borha       |       | PNL   | 1990            | 1992          |
| Viorel Oancea     |       | PAC   | 1992            | 1996          |
| Gheorghe Ciuhandu |       | PNȚCD | 1996            | 2012          |
| Nicolae Robu      |       | PNL   | 2012            | 2020          |
| Dominic Fritz     |       | USR   | 2020            | 2028          |

| Parti           | Sièges  |
| --------------- | ------- |
| USR-FD-PMP-UDMR | 13 / 27 |
| PSD-PNL         | 11 / 27 |
| AUR             | 3 / 27  |

## Démographie

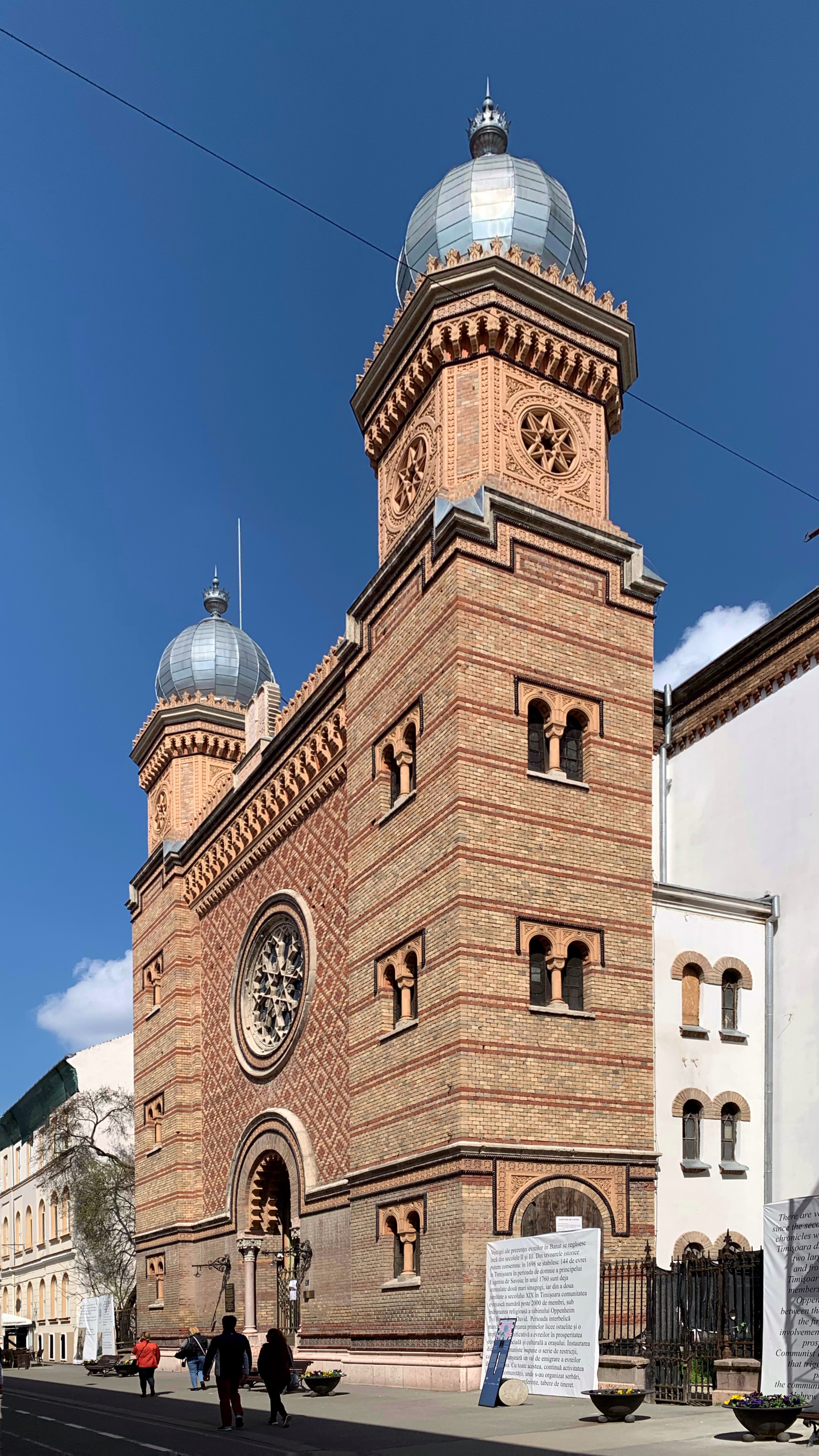
Synagogue de Cetate, la plus grande synagogue de Timișoara

Timișoara compte 336 089 habitants (statistiques de 2006, contre 317 660 lors du recensement de 2002). La croissance annuelle moyenne est de +1,5 %. 14,2 % de la population a 15 ans ou moins. 4 % ont plus de 75 ans.
La répartition entre les cultes reflète plus ou moins la composition multiculturelle. Lors du recensement de 2002, environ 80 % des habitants se déclarent orthodoxes et 10 % catholiques romains, la ville compte encore plus de 4 000 gréco-catholiques. Les diverses églises néo-protestantes (pentecôtistes, baptistes…) ont notoirement progressé en influence tandis que la communauté juive, très importante avant l'instauration du régime communiste, s'étiole fortement et ne peut plus entretenir les trois synagogues de la ville (dont la grande synagogue de Timișoara).

## Vie culturelle
Timisoara est l'un des centres culturels et artistiques les plus dynamiques de Roumanie.
La vie culturelle est marquée par le multiculturalisme européen, la vitalité de diverses associations communautaires, l'influence des universités dont celle de l'Ouest (la musicologie et les arts plastiques sont enseignés à l'UVT), la présence de groupes musicaux renommés, de maisons d'édition, etc.
Le Centre culturel français (plus de cinq-cents français vivent à l'année à Timisoara : des étudiants, retraités, indépendants...) et le Deutsches Kulturezentrum Temeswar contribuent fortement au calendrier culturel local en organisant de nombreuses manifestations, parfois conjointement. Les saisons culturelles sont ponctuées par de nombreux festivals.
Initialement désignée capitale européenne de la culture pour l'année 2021, Timișoara le sera finalement en 2023, report imputable à l'épidémie de Covid-19.

## Patrimoine architectural

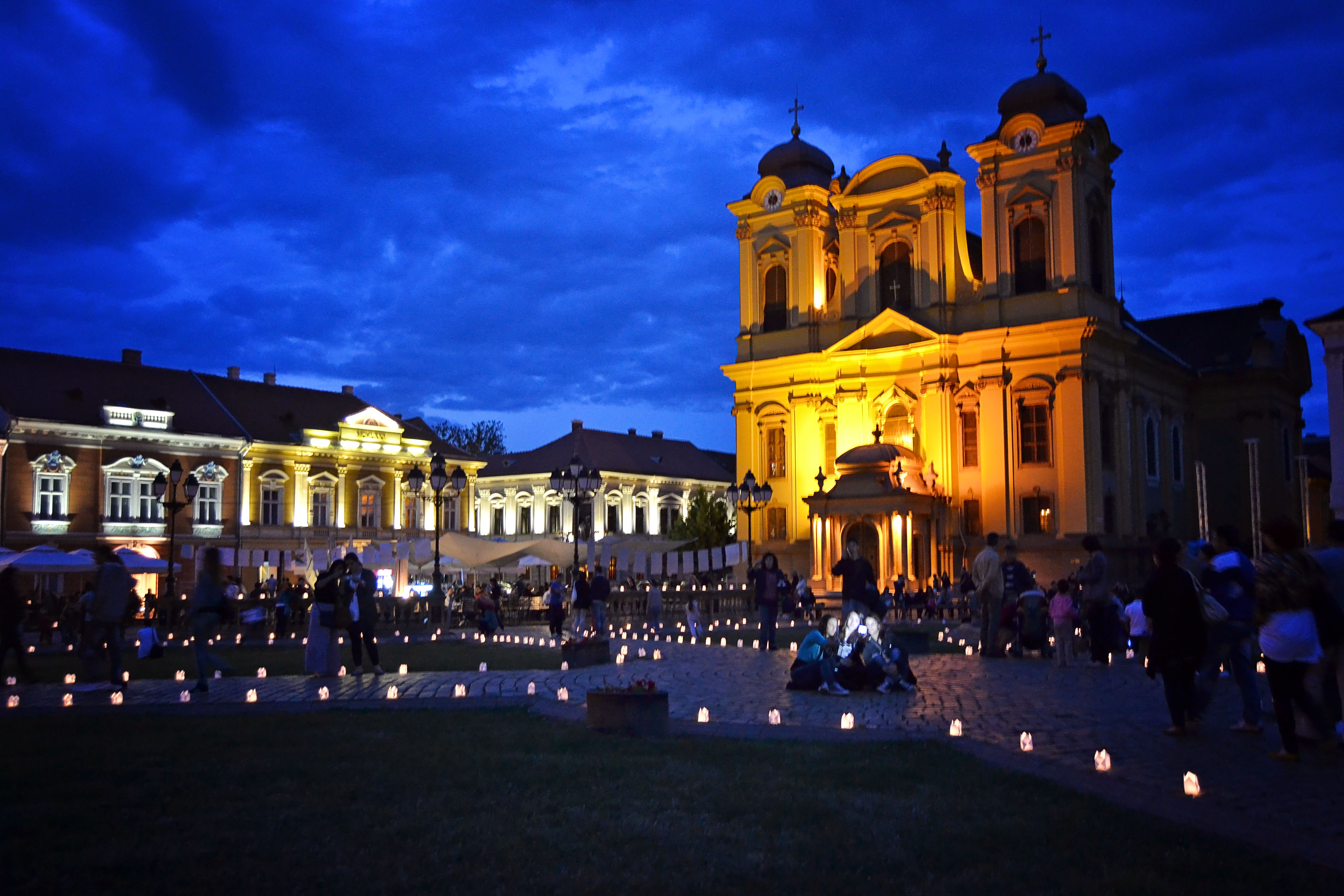
L'église catholique Saint-Georges.

En termes d'architecture, la ville hérite d'un vaste patrimoine de monuments historiques (environ 14 500 bâtiments), le nombre le plus élevé de tout le pays. En effet, l'ensemble du complexe de bâtiments dans le centre, du quartier Fabric et du quartier Iosefin sont considérés comme monuments historiques. Ceci est le résultat d'une longue tradition de planification urbaine moderne, qui a commencé au XVIIIe siècle, avec l'arrivée des Autrichiens. Le centre, ayant remplacé l'ancienne forteresse, a été rénové avec des places et des rues droites. L'influence baroque était viennoise, ce qui justifie le surnom de Timișoara « la petite Vienne ».

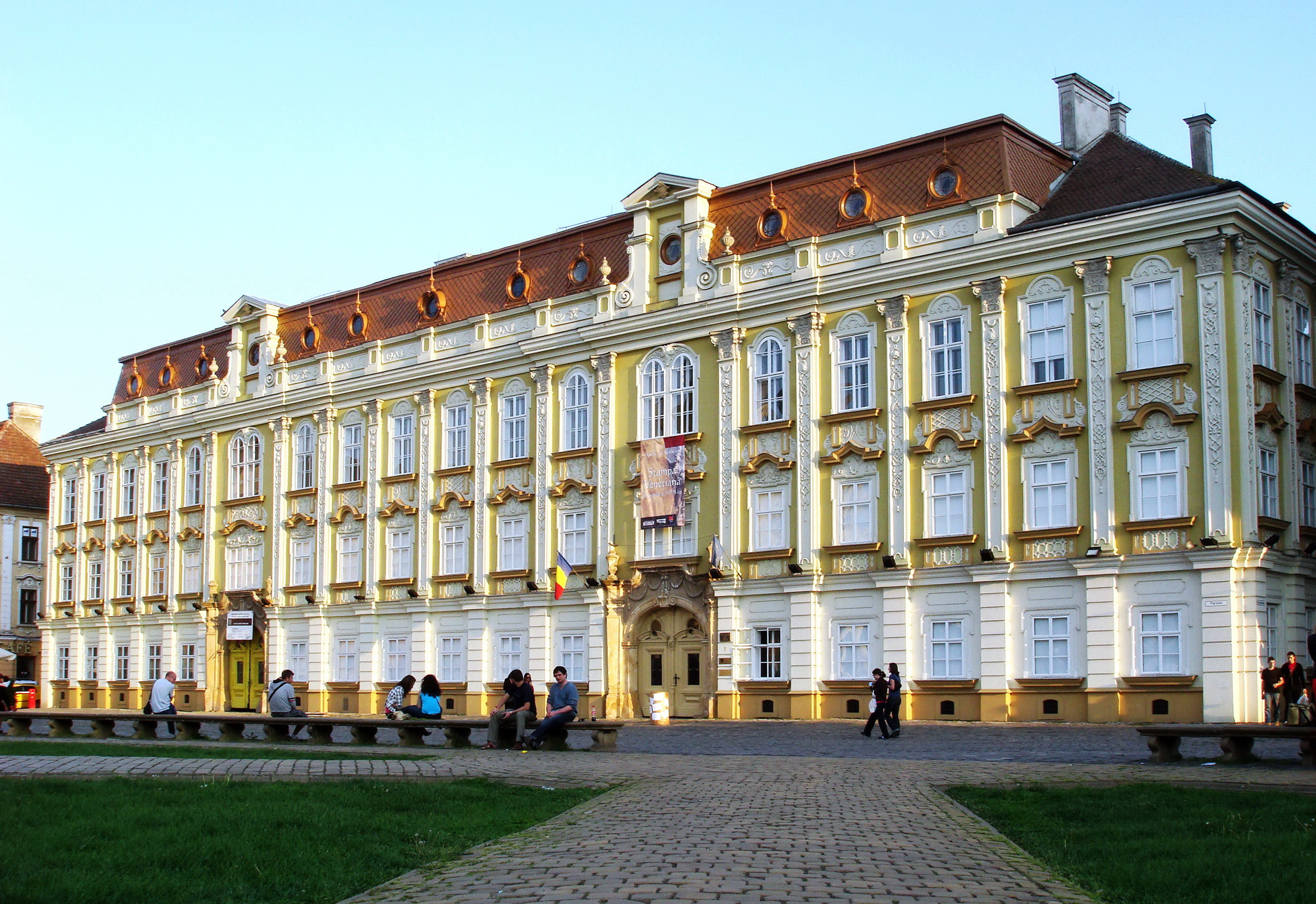
Le Palais Baroque, où se trouve le musée des Beaux-Arts.

À la fin du XIXe siècle, la structure urbaine de la ville subit un vaste processus de modernisation. Les anciens bastions militaires sont démolis et remplacés par des boulevards et des nouveaux quartiers. En 1904, la ville crée le poste d'architecte en chef décerné à László Székely. Il apporte une contribution décisive à la refonte de la zone centrale avec l'introduction du style Art nouveau, du style sécession et un paysage urbain éclectique dans la ville. Les différents palais de la place de la Victoire et de la place de l'Union sont représentatifs de ces styles architecturaux.
Le Centre et le quartier Iosefin ont conservé des empreintes de la diversité ethnique de la ville avec des influences allemandes, hongroises et serbes. Les bâtiments ne dépassent pas trois étages et sont souvent de couleurs vives. Les quartiers tels que Mehala, Iosefin ou Freidorf ont conservé des caractéristiques typiques des villages traditionnels des Souabes du Banat : de grandes maisons avec façade sur rue, fleuries et entourés d'espaces verts.
La dernière influence architecturale sur la vieille ville est introduite avec le rattachement de Timișoara au royaume de Roumanie en 1918. Le meilleur exemple en est la cathédrale métropolitaine, exemple de l'architecture roumaine traditionnelle qui est actuellement le plus grand bâtiment de Timișoara, avec une hauteur de 90,5 m. Dans la période entre les deux guerres, de nouveaux quartiers de villas sont construits autour du centre, où l'influence est Art déco, Brâncovenesc ou style classique français.
La ville possède de nombreux parcs et espaces verts qui longent le canal de la Bega. La ville est surnommée pour cette raison la « Cité des roses », tout particulièrement pour sa roseraie, créée en 1928, qui abrite près de 1 200 variétés de roses.

Parmi les édifices notables, peuvent être cités :

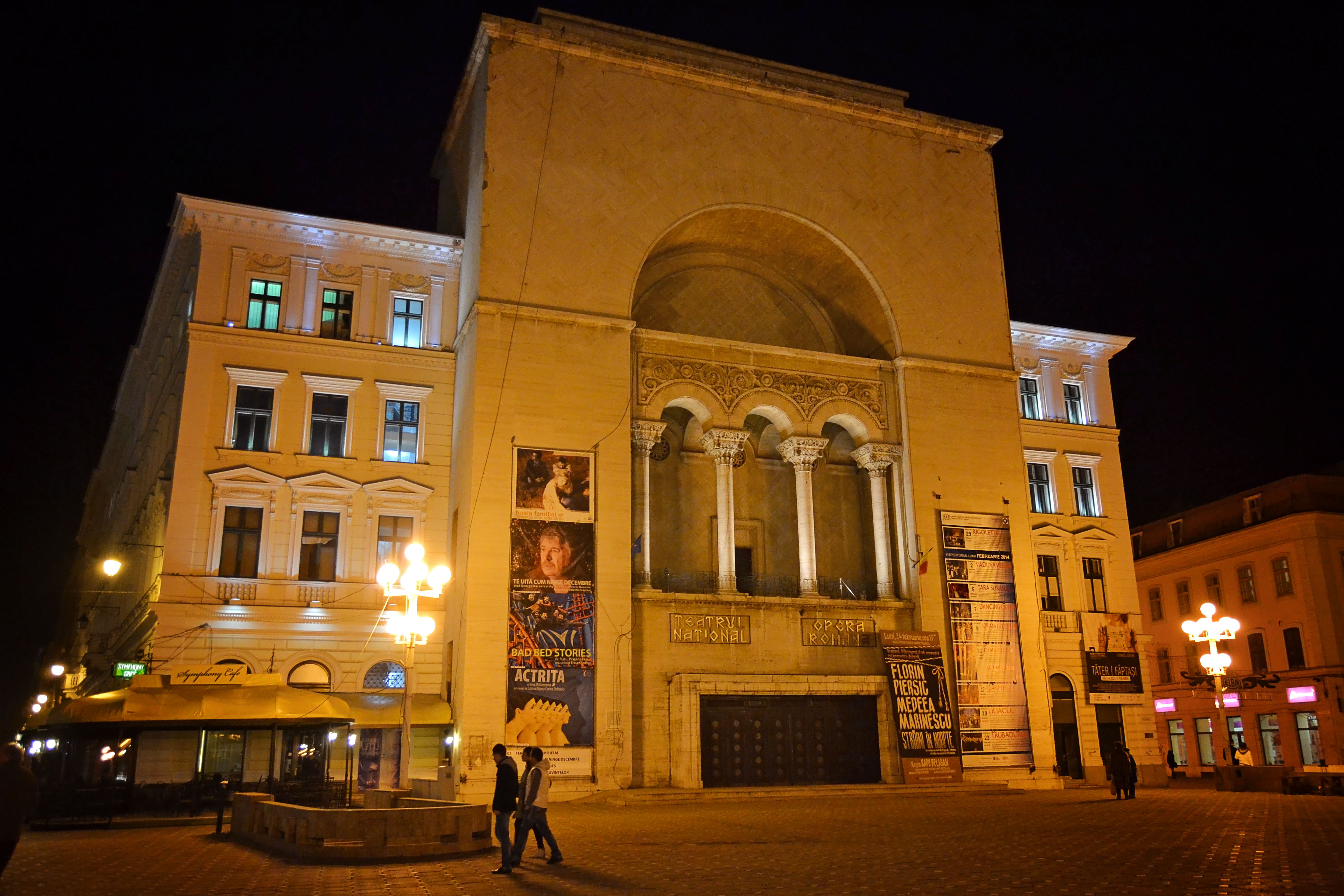
L'opéra de Timișoara.

- La cathédrale catholique ou le Dôme,
- La cathédrale orthodoxe,
- L'opéra national,
- Les monastères de l'éparchie de Timișoara,
- La synagogue de Fabric et la synagogue de Cetate
- La colonne de la Peste
- L'ancien hôtel de ville

## Éducation

### Lycées
- Le lycée germanophone Nikolaus Lenau, créé en 1870 et dont est issu la lauréate du prix Nobel Herta Müller, est fréquenté par des élèves issus des diverses communautés linguistiques du Banat[16].
- Le lycée Jean-Louis Calderon est créé en 1990. Il porte le nom d'un journaliste français mort en mission pour la Cinquième chaîne française pendant la révolution de 1989 à Bucarest[17].
- Le lycée Shakespeare dispense des cours en anglais. Des cours sont aussi assurés en hongrois ou serbe dans divers établissements et l'Institut intercultural Timișoara (ITT) favorise l'intégration des élèves roms dans les écoles.
- L'hébreu fut aussi longtemps langue d'enseignement dans la ville du fait de l'importance de la communauté hébraïque avant les déportations des régimes fasciste puis communiste.

### Universités
Les principales universités sont :
- Université polytechnique
- Université de l'Ouest

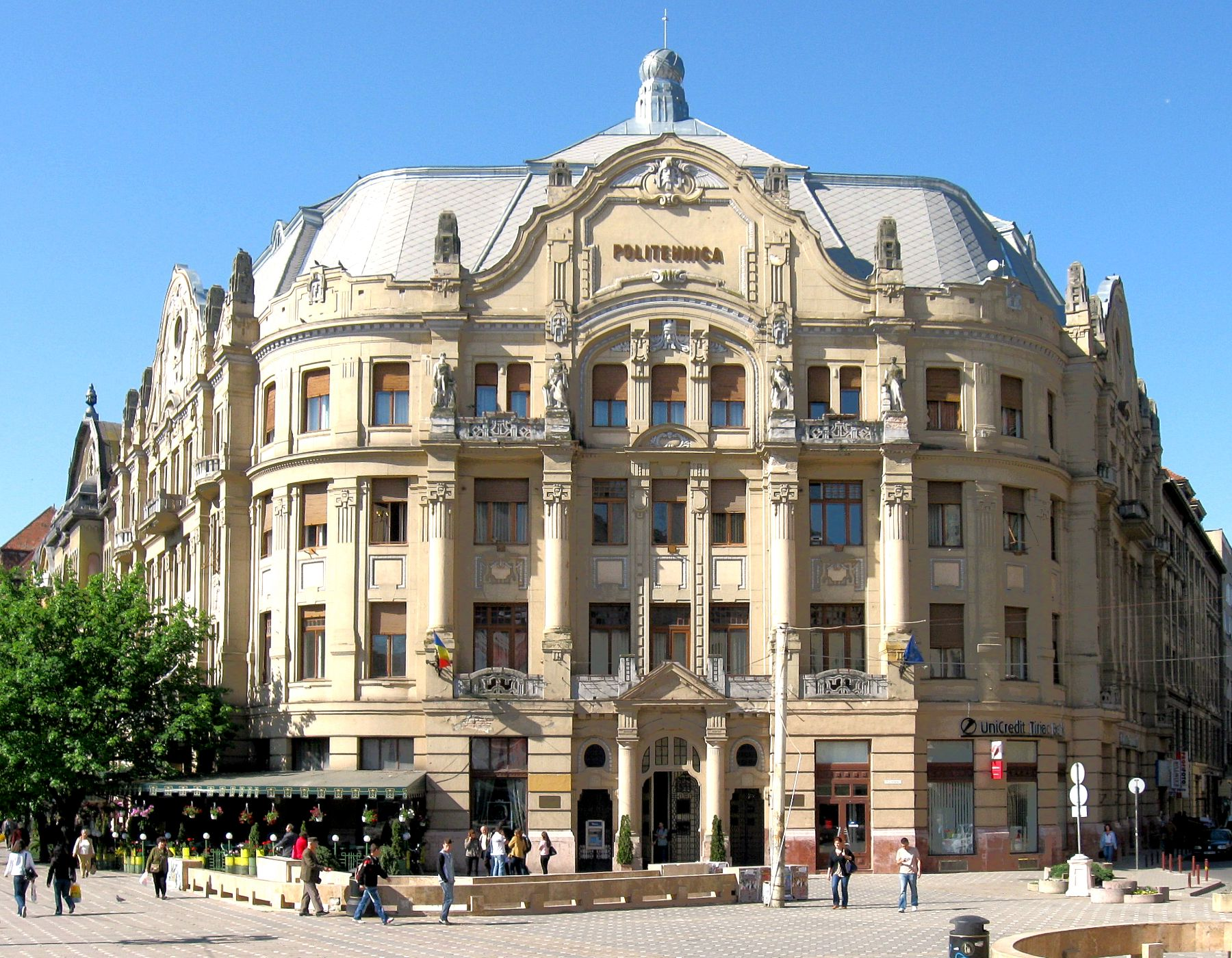
Le Palais Lloyd, siège du rectorat de l'Université Politehnica Timișoara.

- Université de médecine et pharmacie Victor Babeș
- Université des sciences agricoles du Banat
- Université Tibiscus, privée

Il y a d'autres universités privées, dont l'université Mihai Eminesco et l'université chrétienne Dimitrie Cantemir, ayant une filiale locale.

## Transports

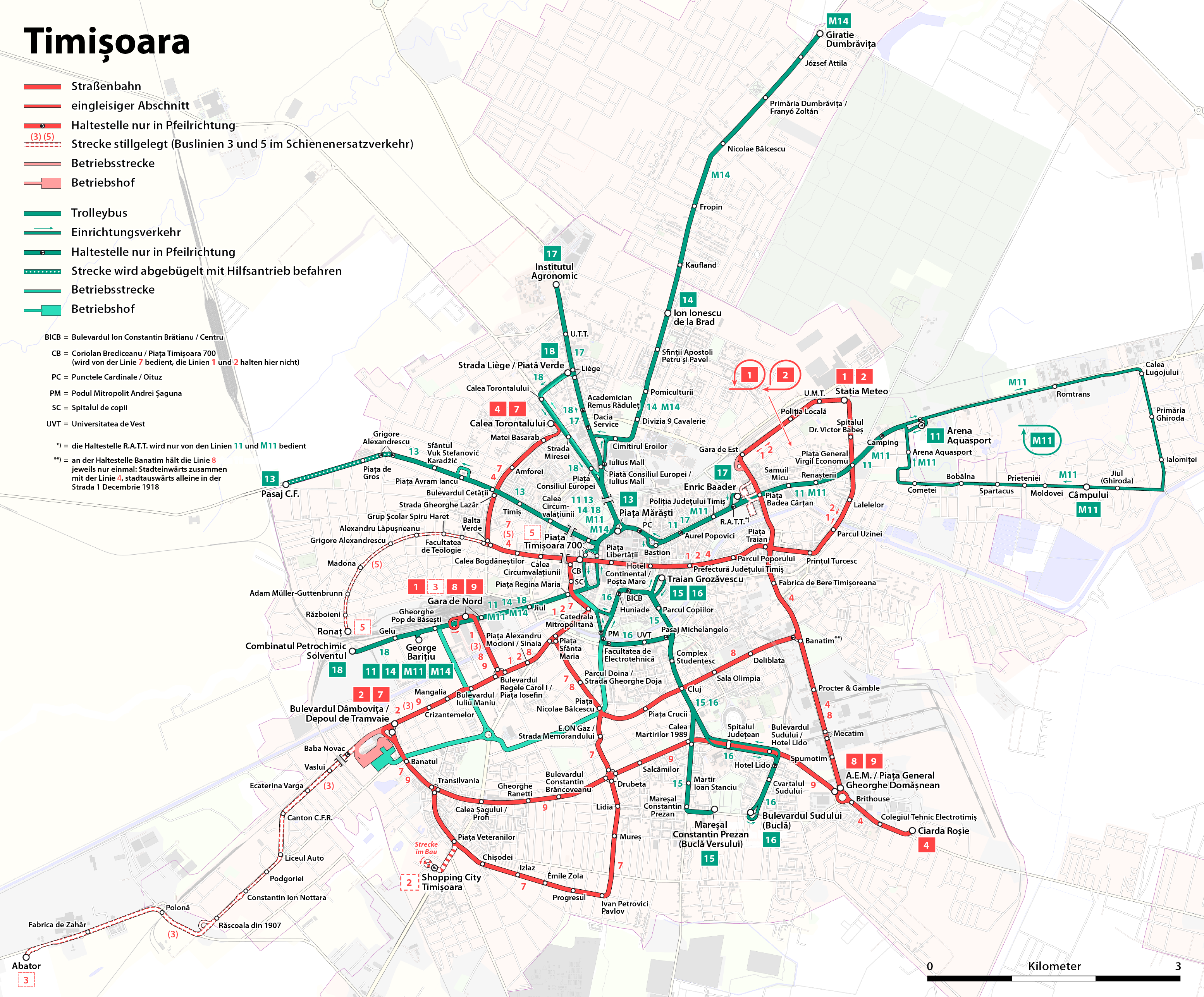
Les réseaux de tramways et trolleybus.

La ville dispose d'un réseau de transports urbains exploité par la Societatea de Transport Public Timișoara (STPT). Il comprend des lignes de tramways, de trolleybus et d'autobus. Depuis les années 1990, le réseau s'équipe de véhicules d'occasion provenant d'Allemagne (Brême, Karlsruhe, Munich) pour les tramways, de Belgique (Bruxelles), de France (Mulhouse), et d'Autriche (Salzbourg) pour les autobus, et d'Allemagne (Eberswalde, Weimar, Esslingen), d'Autriche (Salzbourg), de Suisse (Winterthur) et de France (Lyon) pour les trolleybus.
Près d'une dizaine de compagnies de taxis et des indépendants se partagent le marché local.
L'aéroport international Traian-Vuia est desservi par de nombreuses compagnies aériennes classiques et sert de plaque tournante pour les vols de la compagnie scandinavo-moldave Carpatair. Les compagnies aériennes low cost (à bas prix) sont aussi présentes dans les aéroports voisins d'Arad et Cluj. En 2009, la compagnie hongroise Wizz Air dessert l'aéroport Traian-Vuia depuis ceux de Beauvais, Luton, Dortmund et de plusieurs aéroports espagnols ou italiens. En 2016, Ryanair, la plus grande compagnie aérienne low-cost en Europe, y ouvre sa première base opérationnelle roumaine. Un avion est alloué à ses sept nouvelles bases et les itinéraires sont : Londres - Stansted, tous les jours, Berlin, Düsseldorf et Francfort chaque quinzaine, Bruxelles, trois fois par semaine, Milan cinq vols par semaine en novembre et Bucarest 12 vols par semaine, soit 33 vols par semaine. Plusieurs autocaristes assurent des liaisons régulières nationales et internationales ou permettent de rejoindre les aéroports de Budapest ou Belgrade. La Compagnie des chemins de fer assure plusieurs liaisons par jour avec Budapest (puis Vienne et d'autres villes) et une desserte quotidienne de Belgrade.

## Aux alentours

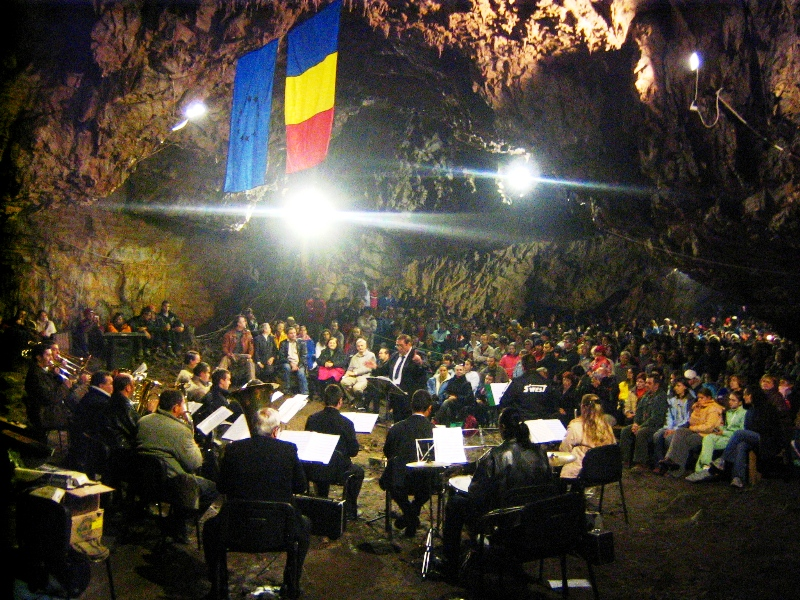
Concert de musique classique dans la grotte de Românești, près de Timișoara.

Les alentours de la ville sont renommés en raison de la présence d'anciens volcans et de parcs naturels et réserves (faune, flore) protégées comprenant notamment des lacs et des marais.
Le site le plus réputé est celui de l'arboretum du parc Bazoș (situé à Bazoșul Nou, proche de la localité de Bazoșu Vechi, à 18 km à l'est de la ville). Sa forêt de chênes, implantée voici plus de 150 ans, abrite aussi plus de 800 autres essences (à l'origine, en 1909, l'arboretum fut constitué par des apports provenant de celui de l'université Harvard, et le parc, propriété de la famille Ambrózy, fut acquis en 1934 par l'Office roumain des forêts). Son statut de réserve naturelle protégée lui fut conféré en 1954.
La réserve ornithologique Mlaștinile Satchinez se situe près du lac et de la localité de Satchinez (distante de 25 km au nord-ouest de Timișoara). Dénommée aussi Delta Banatului, cette réserve, d'une superficie de plus de 240 hectares, est baignée par la rivière Apa Mare (la « grande eau »).
Le site paléontologique fossilifère de Rădmănești se situe à proximité de la commune de Bara (environ 70 km de Timișoara).
Le département du Timis comprend au total 14 sites naturels préservés bénéficiant du classement en réserves.
La grotte des monts Poiana Rusca, proche du village de Românești, est réputée pour les concerts de musique classique qu'y organise l'association spéléologique Speotimis depuis 1984.
Les complexes de balnéothérapie de Buziaș et de Calacea contribuent aussi à l'attractivité touristique de la ville, de même que les vignobles et caves du Recaș. La maison romano-britannique Cramele Recaș, qui produit des vins issus des cépages sauvignon blanc, merlot, chardonnay, riesling et pinot gris principalement, est l'une des principales animatrices du festival des vins de Timișoara.
Proche de la frontière hongroise, le village de Sânnicolau Mare abrite la maison natale du musicien et compositeur d'origine hongroise Béla Bartók qui popularisa la musique du Banat. Cette maison a été transformée en musée.

## Jumelages
La ville de Timișoara est jumelée avec :
- Faenza (Italie) depuis le 12 mars 1991
- Graz (Autriche) depuis 1987
- Karlsruhe (Allemagne) depuis le 19 août 1992
- Mulhouse (France) depuis le 10 août 1991
- Novi Sad (Serbie) depuis le 3 août 2005
- Palerme (Italie) depuis le 7 octobre 2005
- Rueil-Malmaison (France) depuis le 13 juin 1990
- Szeged (Hongrie) depuis le 27 juin 1998
- Trévise (Italie) depuis le 27 mars 2003

Timișoara entretient également des accords de partenariat avec :
- Gera (Allemagne) depuis le 3 octobre 1998
- Nottingham (Angleterre) depuis le 7 octobre 2008
- Tchernivtsi (Ukraine) depuis le 24 juin 2010
- Trujillo (Pérou) depuis le 8 septembre 2010

## Photos de la ville

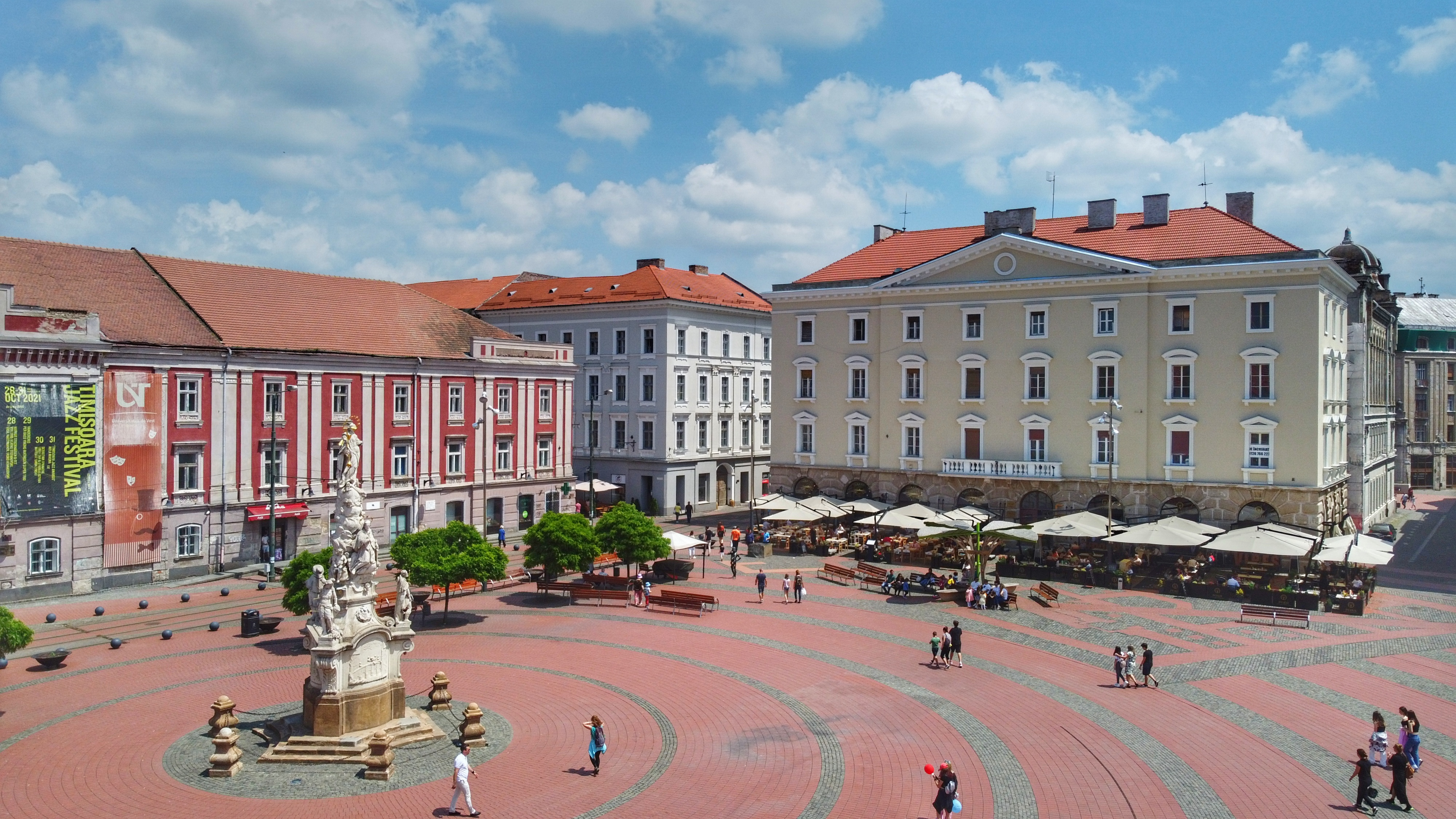
La Place de la Liberté à Timisoara
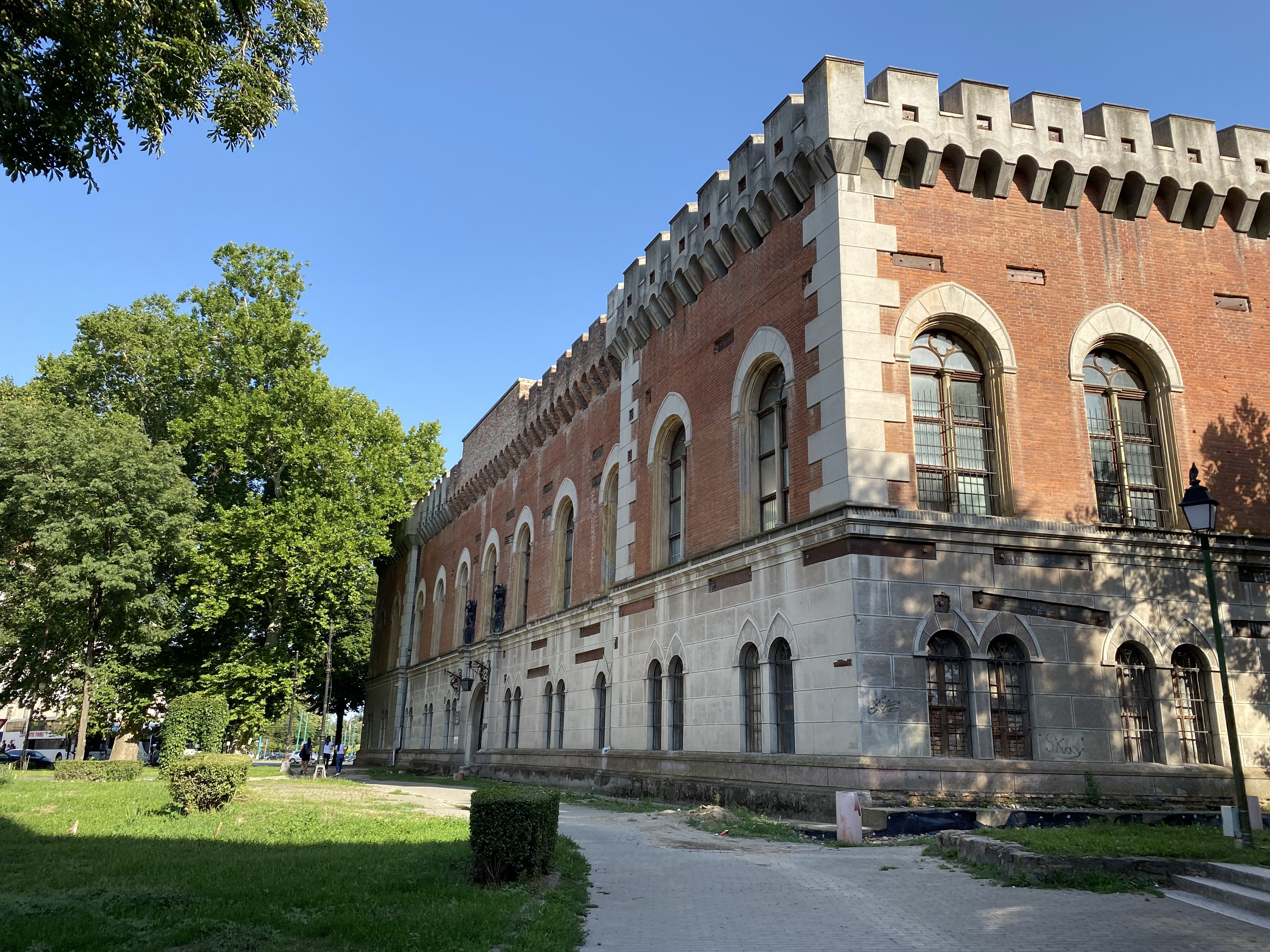
Le château de Huniade
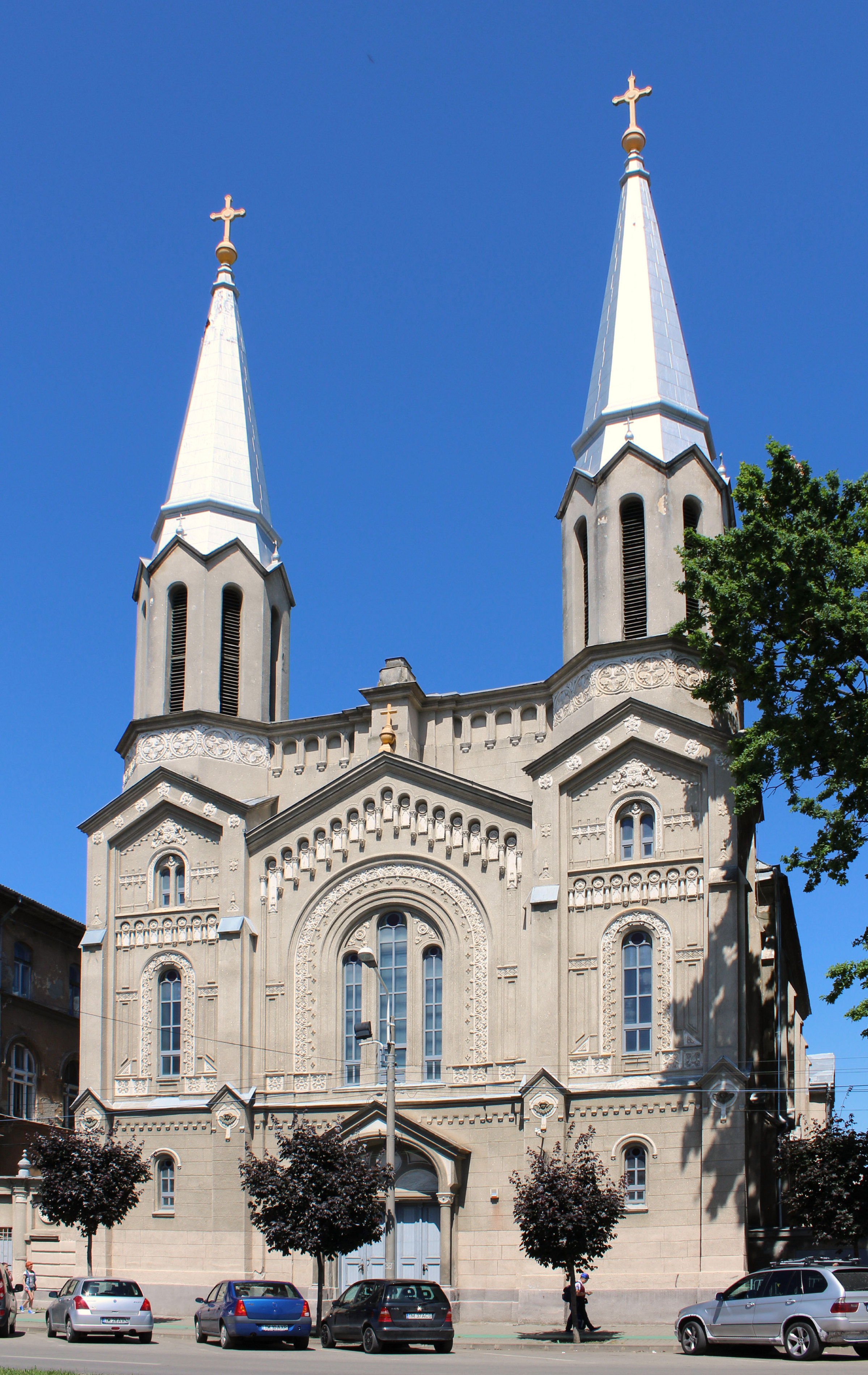
L'église Notre-Dame de Timișoara.
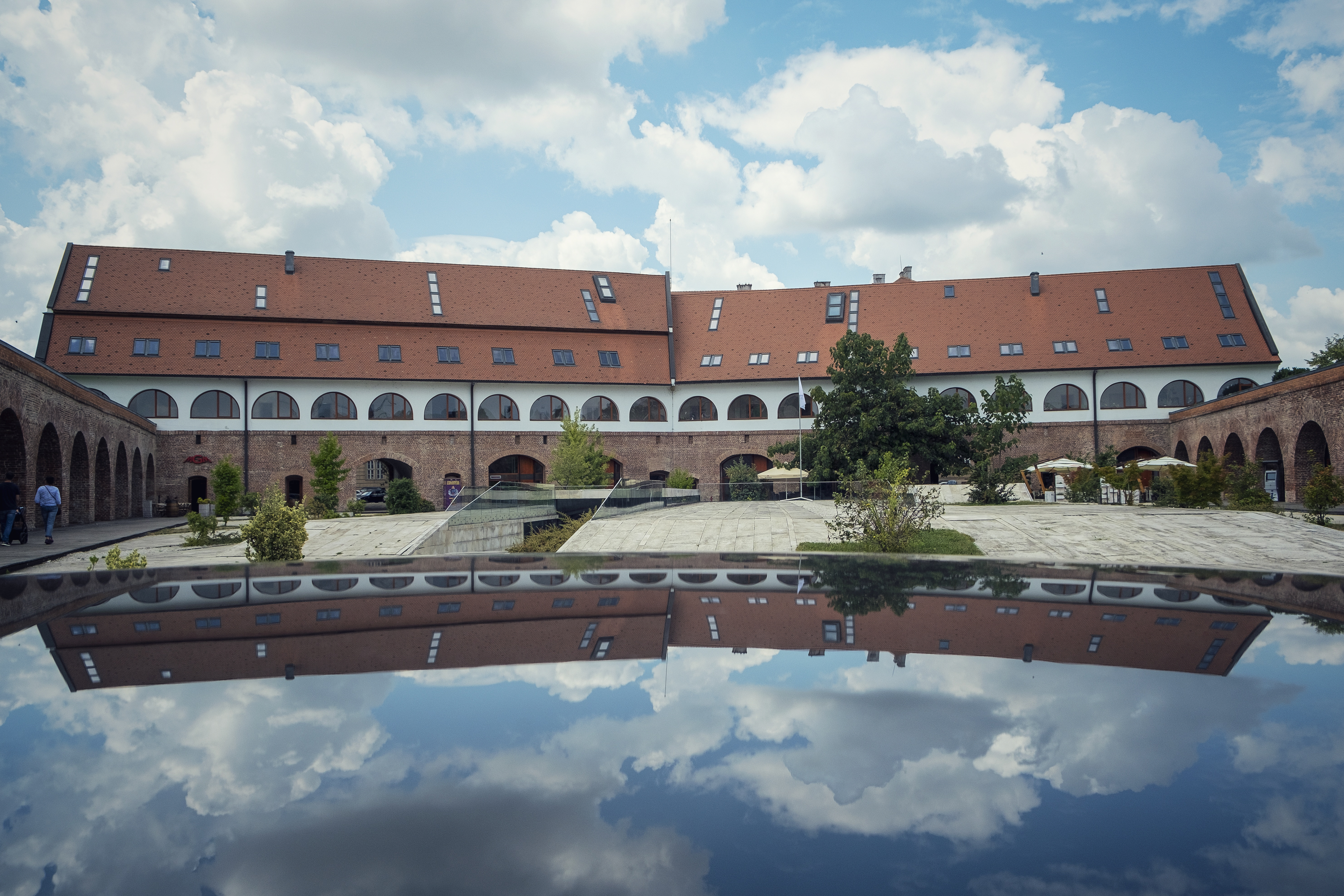
Le bastion de Marie-Thérèse.